# Saint-Malo-de-la-Lande
Saint-Malo-de-la-Lande település Franciaországban, Manche megyében. Lakosainak száma 462 fő (2022. január 1.). Saint-Malo-de-la-Lande Blainville-sur-Mer, Agon-Coutainville, Gratot és Tourville-sur-Sienne községekkel határos.

## Népesség
A település népessége az elmúlt években az alábbi módon változott:
| Lakosok száma | 235  | 227  | 293  | 409  | 497  | 486  | 479  | 482  | 476  | 462  |
|               | 1968 | 1982 | 1990 | 2006 | 2013 | 2015 | 2017 | 2019 | 2020 | 2022 |